# 희망 (덕)

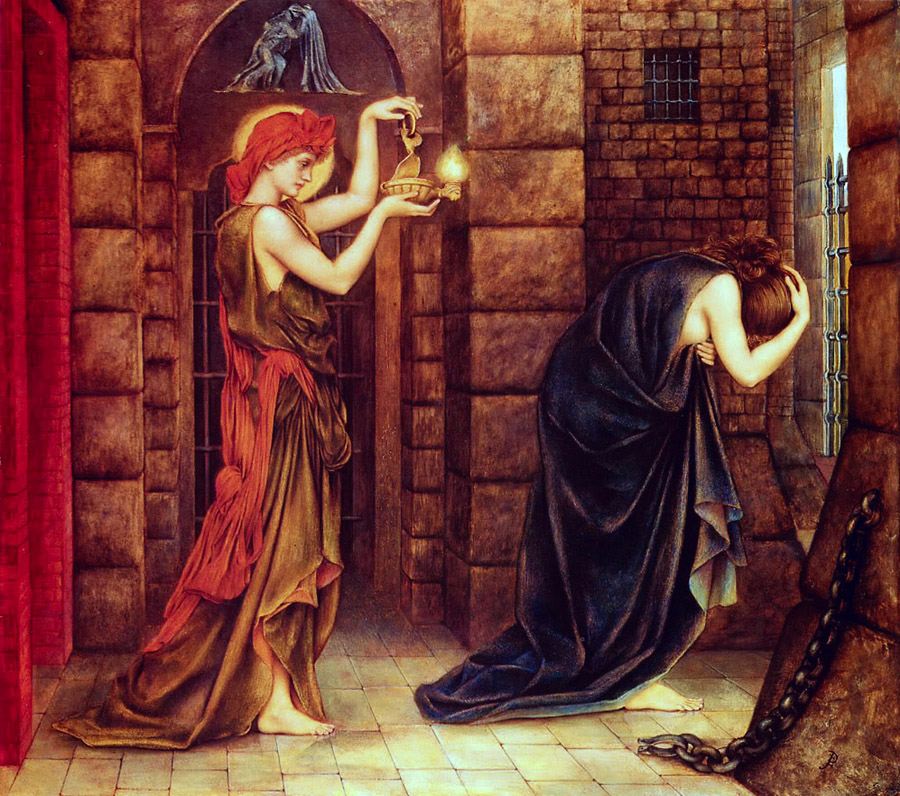
희망의 우화적 인격화: 절망의 감옥에서 희망, 1887, by 에블린 드 모건

희망 (希望)은 기독교 전통에서 세 가지 신덕 중 하나이다. 무언가에 대한 욕구와 그것을 받기를 기대하는 희망이 결합된 미덕은 신성한 연합과 영원한 행복을 바라고 있다. 믿음은 지성의 기능이지만 희망은 의지의 행동이다.

## 같이 보기
- 스페 살비